# Centrale hydroélectrique d'Olidan
La centrale hydroélectrique d'Olidan est une centrale hydroélectrique situé à Trollhättan en Suède. Elle est située sur le cours du fleuve Göta älv, et utilise avec la centrale hydroélectrique d'Hojum la hauteur de chute de 32 m que le fleuve descendait initialement dans les chutes de Trollhättan. Ensemble, ces deux centrales délivrent une puissance de 220 MW pour une production annuelle de 1 260 GWh. La centrale d'Olidan est le premier projet hydroélectrique d'envergure en Suède, et marque la fondation de l'entreprise Vattenfall.

## Histoire
L'état suédois a longtemps envisagé la construction de centrales hydroélectriques sur les principaux fleuves du pays, mais il craignait de ne pas pouvoir vendre l'électricité produite. En 1905, il achète l'entreprise Nya Trollhätte Kanalbolag qu'il transforme en entreprise d'état. En 1909, il transforme à nouveau l'entreprise qui prend alors le nom de Kungliga Vattenfallstyrelsen (approximativement agence royale des cascades) qui deviendra par la suite Vattenfall. En 1910, la centrale commença sa production avec 4 turbines, et quatre ans plus tard, le nombre de turbines atteint 8. Cinq autres turbines furent ajoutées en 1921. De nos jours, 10 des 13 turbines produisent de l'électricité.